# رون كيلر
رون كيلر (بالإنجليزية: Ron Keller)‏ هو لاعب كرة قاعدة أمريكي، ولد في 3 يونيو 1943 في إنديانابوليس في الولايات المتحدة.

## وصلات خارجية
- رون كيلر على موقعبيزبول رفرنس.كوم (الدوري الرئيسي) (الإنجليزية)